# Куканово
Куканово — деревня в Новгородском муниципальном районе Новгородской области, входит в состав Борковского сельского поселения.
Деревня расположена рядом с участком автодороги А116 Великий Новгород — Шимск, на левом берегу реки Веронда. Ближайшие населённые пункты — деревни Борки (административный центр сельского поселения), Большое Подсонье, Фарафоново.